# Caldera del Rey
Caldera del Rey är en park i Spanien.   Den ligger i provinsen Provincia de Santa Cruz de Tenerife och regionen Kanarieöarna, i den sydvästra delen av landet, 1 800 km sydväst om huvudstaden Madrid. Caldera del Rey ligger 119 meter över havet.
Terrängen runt Caldera del Rey är varierad. Havet är nära Caldera del Rey åt sydväst. Runt Caldera del Rey är det tätbefolkat, med 397 invånare per kvadratkilometer. Närmaste större samhälle är Arona, 3,6 km nordost om Caldera del Rey. Omgivningarna runt Caldera del Rey är i huvudsak ett öppet busklandskap.